# Väster, Lund
Väster är ett stadsdelsområde i Lund. Det ligger väster om järnvägen och består av bland annat Papegojelyckan, Klosters fälad, Jutahusen,  Rådmansvången och Vildanden. Geografiskt är det ett inte helt avgränsat begrepp. I vid mening kan det sägas att allt väster om Södra stambanan ända fram till Värpinge är en del av Väster i Lund. Värpinge räknas ibland in i det dagliga begreppet Väster, ibland inte.
Namnet kommer av att det ligger "väster om järnvägen" (Södra stambanan). Järnvägen delade Lunds stadskärna i två delar när den drogs in i Lund 1856 och runtom Sankt Peters Klosters kyrka som tidigare varit stadens utkant uppstod nya bostads- och industriområden för arbetarklassen. Bland annat placerades Lunds gasverk (rivet 1980) och Armaturfabriken där. Väster blev med tiden en stor klassmarkering, då många arbetarefamiljer bodde där, till skillnad från de akademiska eller borgerliga områdena som låg österut i staden.
Det var på Väster som Lunds arbetarrörelse uppstod och även Folkets park liksom Centrala idrottsplatsen tillkom i slutet av 1800-talet. Egnahemsområden utlades längs med utfartsvägen mot Trolleberg och Värpinge. Under efterkrigstiden placerades Lunds tingsrätt och Lunds polishus (invigt 1964, året före förstatligandet) vid järnvägsstationen. Bostadsområden byggdes från 1940-talet vid Petersgården och fram till 1977 då Papegojlyckan färdigställdes. Rivningar förekom under 1960-1980-talen men de flesta rivningstomterna blev snabbt återuppbyggda.

## Byggnader och platser

### Petersgårdens kyrka
Petersgårdens kyrka är en kyrka för Sankt Peters Klosters församling. Kyrkan ligger i anslutning till församlingshemmet Petersgården som invigdes 27 februari 1965. Församlingskyrkan är Klosterkyrkan.

### Sankt Peters Klosters kyrka
Sankt Peters Klosters kyrka, eller Klosterkyrkan, belägen strax väster om järnvägen är församlingskyrka i Sankt Peters Klosters församling. Kyrkan byggdes av rött tegel i romansk stil på 1300-talet som klosterkyrka åt ett nunnekloster och ersatte en äldre sandstenskyrka från mitten av 1100-talet, som blivit för liten. Den är, frånsett Domkyrkan den enda av de över 30 kyrkorna i 13-1400-talets Lund som stod kvar och förblev i bruk som kyrka efter reformationen.

### Folkparken

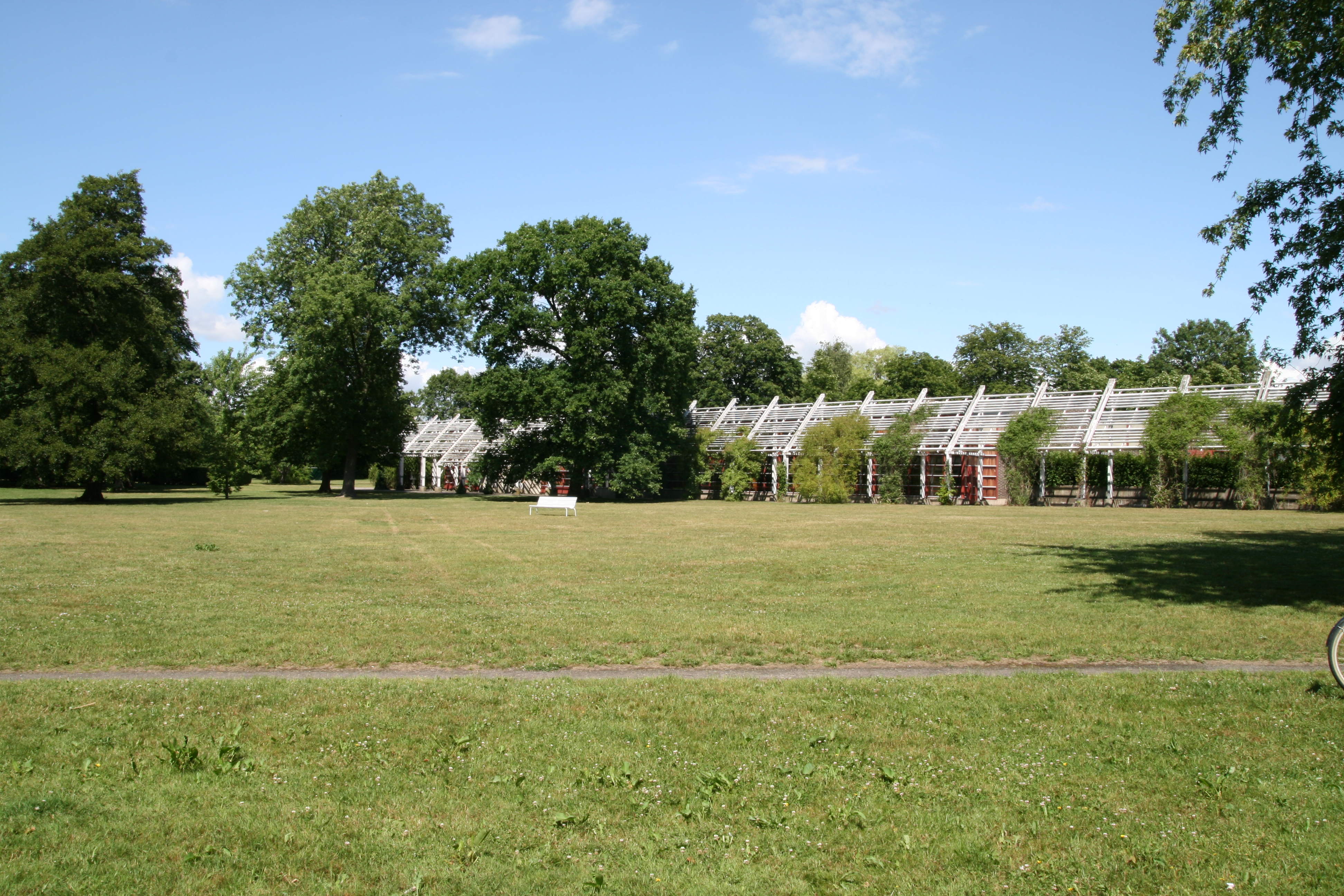
Södra delen av Folkparken med huvudbyggnaden i bakgrunden.

Folkparken i Lund skapades 1895, två år efter den i Malmö som var Sveriges första folkpark. Den har alltsedan 1895 legat på samma plats på Väster. Den nuvarande huvudbyggnaden i parken byggdes 1976, men den står delvis oanvänd sedan 2002.
Parkens öde har varit upphov till en omfattande bostadsbyggnads- och saneringsdebatt. Såväl HSB som Riksbyggen och LKF har vid skilda tillfällen sedan 1970-talet velat bebygga parken helt eller delvis med bostäder.

### Centrala idrottsplatsen
Centrala idrottsplatsen, invigd 1892, är en gräsbevuxen, inhägnad oval plan vid Trollebergsvägen i västra Lund och har sedan 1800-talets slut använts för friidrott och motion, både inom amatörtävlingar, skol-/studentidrott och helt öppna motionsarrangemang, till exempel vid motionslopp runt Lund. Intill ligger Polhemsskolan och idrottshallen Bollhuset. Gräsplanen är under sommarhalvåret flitigt brukad av gymnastikundervisningen vid stadens gymnasieskolor. Studenternas "Siste April-lekar" går också av stapeln här varje år och planen används även för lokal fotboll.

### Västra Stationstorget

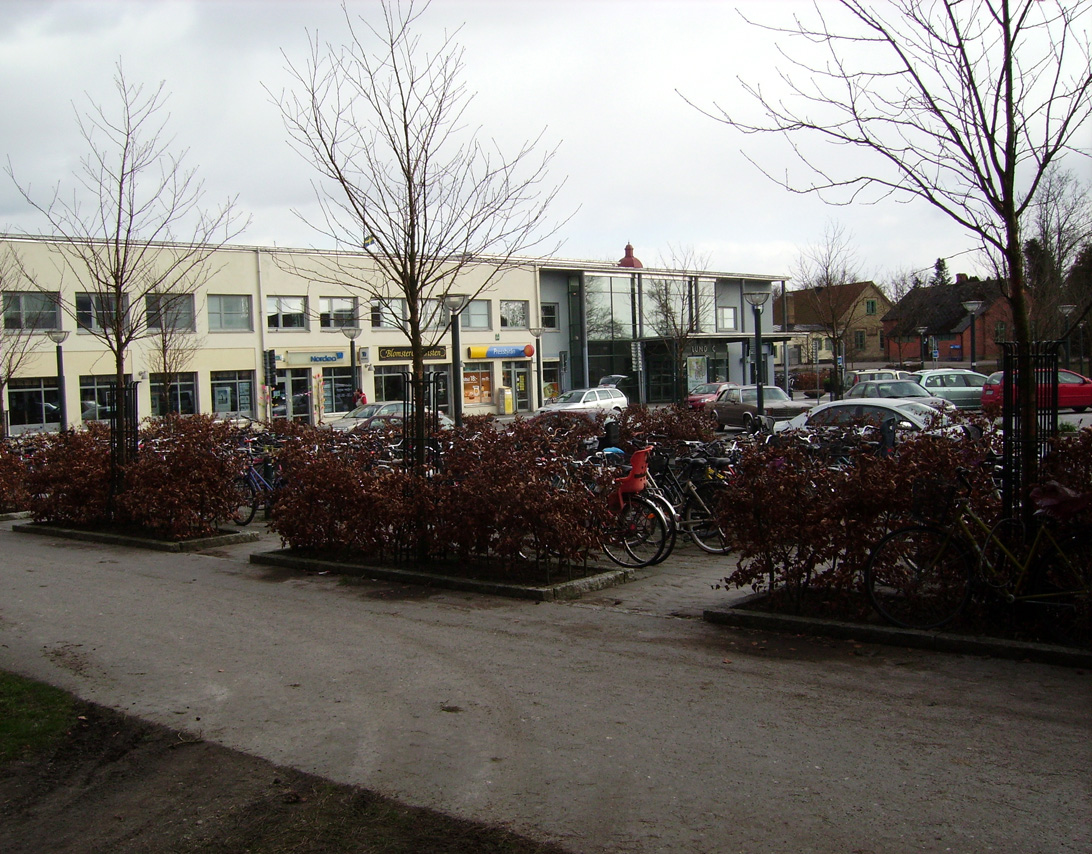
Västra stationstorget med Lunds centralstation i bakgrunden.

Västra Stationstorget är ett relativt nybyggt torg (cirka 2001) som ligger direkt väster om Lunds centralstation. Kring torget ligger förutom stationen även affärer, bostadshus och en parkeringsplats.

### Polishuset
Polishuset ritades av Hans Westman 1964, och är placerat i korsningen av Byggmästaregatan och Fjelievägen i sydligaste delen av Väster.  